# The Pigeon Detectives
The Pigeon Detectives ([ðə 'pɪdʒɪn dɪ'tektɪvz], engl. für Die Tauben-Detektive) ist eine 2002 gegründete fünfköpfige Indie-Band aus Leeds in England.

## Bandgeschichte
Die Band wurde Anfang 2006 von Steve Lamacq (BBC Radio 1) entdeckt. Ebenfalls 2006 wurden sie einer größeren Öffentlichkeit dank Touren als Vorband von den Dirty Pretty Things und den Kaiser Chiefs bekannt. Auf Dance to the Radio, dem Label des ¡Forward Russia!-Masterminds Whiskas, haben sie jetzt ihr Zuhause gefunden. Die EP der Pigeon Detectives erschien am 19. Januar 2007 in Deutschland. Ihr erstes Album Wait for Me ist am 1. Juni 2007 erschienen, gefolgt von dem Album Emergency, welches am 26. Mai 2008 veröffentlicht wurde. Am 4. April 2011 veröffentlichte die Band ihr drittes Album Up, Guards and at ’Em!.

## Stil
Musikalische Parallelen bestehen zu anderen britischen Indierock-Bands wie The Rakes oder The Rifles. In die Musik der Pigeon Detectives fließen jedoch in stärkerem Maße als bei den beiden genannten Klangelemente aus der Geschichte britischer Indie- und Rockmusik ein. Mitunter werden auch Melodie- und Harmoniefolgen verwendet, die an den Rock ’n’ Roll der 1950er Jahre erinnern.

## Diskografie

### Alben
- Wait for Me (1. Juni 2007)
- Emergency (26. Mai 2008)
- Up, Guards and at ’Em! (4. April 2011)
- We Met at Sea (2013)
- Broken Glances (2017)
- TV Show (2023)

### Singles
- I’m Not Sorry – (13. März 2006) Limited Edition (500) 7"
- You Know I Love You – (17. Juli 2006) Limited Edition (1000) 7"
- I Found Out – (6. November 2006) #1 der Indie Charts
- Romantic Type (Februar 2007)
- I’m Not Sorry (Wiederveröffentlichung, Mai 2007)
- Take Her Back (August 2007)
- This Is an Emergency (Mai 2008)